# Nyctocereus serpentinus
Nyctocereus serpentinus ist die einzige Pflanzenart der monotypischen Gattung Nyctocereus in der Familie der Kakteengewächse (Cactaceae). Das Artepitheton serpentinus bedeutet ‚schlangenartig‘. Spanische Trivialnamen sind „Junco“, „Junco Espinoso“, „Pitahiyita“ und „Reina de la Noche“.

## Beschreibung
Nyctocereus serpentinus wächst strauchig und bildet häufig Dickichte mit zahlreichen spreizklimmenden bis kriechenden Trieben und knollenförmigen Wurzeln. Die aufrechten oder etwas hängenden Triebe sind bis zu 3 Meter lang und weisen einen Durchmesser von 2 bis 5 Zentimeter auf. Es sind zehn bis zwölf leicht gerundete Rippen vorhanden. Die zehn bis zwölf weißlichen bis bräunlichen Dornen besitzen eine dunklere Spitze. Sie sind 1 bis 3 Zentimeter lang.
Die trichterförmigen, weißen Blüten sind etwas rosafarben überhaucht und öffnen sich in der Nacht. Sie sind bis zu 25 Zentimeter lang und erreichen Durchmesser von 15 Zentimeter. Ihr Perikarpell und die Blütenröhre sind mit Borsten besetzt. Die kugel- bis eiförmigen, roten Früchte erreichen eine Länge von bis zu 4 Zentimeter. Sie sind essbar.

## Verbreitung, Systematik und Gefährdung
Nyctocereus serpentinus ist in den mexikanischen Bundesstaaten Aguascalientes, Guerrero, Jalisco, México, Michoacán, Morelos, Oaxaca, Puebla, Querétaro und Zacatecas verbreitet.
Die Erstbeschreibung als Cactus serpentinus erfolgte 1801 durch Mariano Lagasca y Segura und José Demetrio Rodríguez. Nathaniel Lord Britton und Joseph Nelson Rose stellten die Art 1909 in die Gattung Nyctocereus. Weitere nomenklatorische Synonyme sind Cereus serpentinus (Lag. & Rodr.) DC. (1828), Echinocereus serpentinus (Lag. & Rodr.) Lem. (1868) und Peniocereus serpentinus (Lag. & Rodr.) N.P.Taylor (1987).
In der Roten Liste gefährdeter Arten der IUCN wird die Art als „Least Concern (LC)“, d. h. als nicht gefährdet geführt.

## Nachweise